# Македонска патриотична организация „Пелистер“ (Акрън)
Македонската патриотична организация „Пелистер“ (на английски: MPO „Pelister“) е секция на Македонската патриотична организация в Акрън, Охайо, САЩ.
До формирането на организацията се стига след като група дейци на МПО изпращат свой делегат на общия конгрес на организацията в лицето на Янаки Дошев. След завръщането му е свикано събрание в дома на Доре Русоманов, на което присъстват 18 души. Към 1927 година членската маса на дружеството е вече 100 души, същата година е сформирана и женска секция на дружеството. Шестият (1927) и 14-ият (1935) конгреси на МПО се организират в Акрон. През 1939 година е завършен народният дом на организацията върху земя, подарена на дружеството от активиста Лазар Москов от Горно Върбени. Основната част от активистите на МПО „Пелистер“ са от Леринско, Битолско и Прилепско, както и няколко семейства от Охридско и Гевгелийско.
Дружеството поддържа българската църковна община „Свети Илия“.